# ساتوشي هوريوتشي
ساتوشي هوريوتشي (باليابانية: 堀之内 聖) (مواليد 26 أكتوبر 1979)، هو لاعب كرة قدم ياباني سابق كان يلعب كمدافع.

## وصلات خارجية
- ساتوشي هوريوتشي على موقع الاتحاد الدولي (مؤرشف)  (الإنجليزية)
- ساتوشي هوريوتشي على موقع رابطة كرة القدم اليابانية للمحترفين (اليابانية)
- ساتوشي هوريوتشي على موقع قاعدة بيانات كرة القدم.إي يو (الإنجليزية)
- ساتوشي هوريوتشي على موقع Soccerway.com (الإنجليزية)
- ساتوشي هوريوتشي على موقع عالم كرة القدم.نت (الإنجليزية)
- ساتوشي هوريوتشي على موقع كووورة